# 守望号通报舰
守望号是德意志帝国海军于1880年代末建造的一艘通报舰，自1899年起重归类为小巡洋舰。它是同名船级的首舰，其唯一的姊妹舰为狩猎号。守望号由不来梅的威悉船厂承建，自1886年开始铺设龙骨、1887年8月下水，至1888年8月交付使用。它在整个1890年代都跟随演习舰队服役，并多次参加例行训练。1901年9月4日，该舰的服役生涯戛然而止，当时它与老旧铁甲舰萨克森号发生碰撞。后者的撞角在守望号的水线下方上凿穿了一个大洞，导致其迅速沉没。然而，船员们都安全获救，并未造成人身伤亡。

## 设计
1883年，随着海军中将列奥·冯·卡普里维接替阿尔布雷希特·冯·施托施出任帝国海军部长，海军开始更认真地试验绿水学派所推崇的鱼雷武装战船。卡普里维是廉价鱼雷艇的支持者，他指示未来的通报舰应该放弃追求尺寸和火炮威力，以支持更高的速度和鱼雷武器。守望级是根据卡普里维的指示制定的第一款设计方案，但由于其较小的尺寸导致糟糕的船舶耐波性，火炮也不足以让它们与其他海军的类似舰艇抗衡，因此被证明是失败的。
守望号的全长为85.50米，有9.66米的舷宽以及最大3.74米的吃水深度。其标准排水量为1,246吨，满载时则可达1,499吨。推进装置由两台成角的三缸三胀往复式蒸汽机组成，蒸汽通过四台燃煤机车锅炉提供。发动机的额定功率为4,000匹公制馬力（2,900千瓦特），设计航速19節（35每小時），并能够以10節（19每小時）的速度连续航行2,860海里（5,300）。其标准船员编制为7名军官及134名水兵。
该舰在竣工时装备有三门独立安装在枢轴底座的105毫米35倍径箍炮，共配备180发弹药。守望号还搭载有三具350毫米鱼雷发射管，其中一具以浸没式安装在舰艏下方，另外两具则置于两边舷侧的甲板发射器内。该舰是第一艘配备装甲防护的德国通报舰，其中甲板的厚度为10毫米，司令塔也覆以25毫米厚的装甲镀层。

## 服役历史

### 建造－1892年
守望号是以“通报舰E”（Aviso E）作为合同代号发包予不来梅的威悉船厂承建。其龙骨自1886年8月开始铺设，至一年后、即1887年8月27日下水。在下水仪式上，由时任北海海军基地司令的海军中将亚历山大·冯·蒙茨主持为舰只命名并发表演说。其舰名源自军事瞭望，这是通报舰的责任领域之一，因此它也会被用作舰队的侦察舰。1888年初，守望号被转移至威廉港进行最后的舾装。该舰的一项创新是用145盏白炽灯为所有舱室提供照明，并在司令塔上安装了一盏20,000亥夫纳的弧光灯作为探照灯。海试自8月9日起展开，至12月13日结束。在1888－1889年的冬天，守望号被临时分配到新成立的北海预备役支队，继而于5月1日被转移到基尔开始发动机试验，之后才被编入演习分舰队（Manövergeschwader，即公海舰队的前身）服役。6月20日，在跟随分舰队进行例行训练期间，守望号遭遇锅炉管爆裂，需要在但泽的帝国船厂接受维修。8月初，它加入分舰队出访英国，于8月31日返回威廉港。随后，舰队展开了年度大规模演习。9月演习结束后，海军少校弗里德里希·冯·鲍迪辛出任守望号舰长。
1889年末，守望号加入了一支由皇帝号、德国号、腓特烈大帝号和普鲁士号等四艘旧式铁甲舰组成的分舰队，护送德皇威廉二世和皇后奥古斯塔·维多利亚乘坐他们的皇家游艇霍亨索伦号前往希腊，参加德皇胞妹索菲公主嫁给当时的希腊王储康斯坦丁的婚礼。海因里希亲王也搭乘巡洋护卫舰伊伦娜号跟随分舰队一同巡航。在这次巡航过程中，德国皇室到访了地中海的众多港口，包括对意大利、奥斯曼帝国和奥匈帝国进行国事访问。在奥匈帝国的的里雅斯特，该分舰队参加了在穆贾为奥匈皇帝弗朗茨·约瑟夫一世举行的海上阅兵。期间守望号发生了锅炉故障，被迫在普拉的海军工厂接受维修；直到1890年1月29日，它才得以重新起航。三天后，该舰在马耳他与分舰队余部会合，继而独自归国，于2月22日返抵威廉港，而分舰队余部则留在地中海直到4月。与此同时，守望号已于3月6日在威廉港退役。
退役期间，守望号进行了彻底的检修并拆除舰上的三门105毫米箍炮，取而代之的是更为先进的88毫米30倍径速射炮。1891年10月6日，该舰重新入役，在波罗的海展开海试，并一直持续到1892年2月底；在此期间，其舰长为海军少校赫尔曼·达·冯塞卡-沃尔海姆。守望号于3月8日被编入演习分舰队的第二支队，并由海军少校路德维希·博尔肯哈根接替冯塞卡-沃尔海姆，随后参加了一直延伸至挪威南岸的演习。6月4日至8日，当威廉二世拜访俄国沙皇尼古拉二世时，该舰又从部队分离出来为霍亨索伦号提供护航。同年晚些时候，它曾与炮术训练舰玛尔斯号发生轻微碰撞。博尔肯哈根于9月离舰，守望号亦于10月12日再次退役。

### 1893－1901年
守望号于1893年1月13日重新入役，受海军上尉阿尔弗雷德·埃尔利希指挥。它最初是在鱼雷艇支队担任司炉兵和轮机兵的训练舰直至3月初，然后获任命为鱼雷艇的向导舰。4月中旬，该舰奉命护送新入役的第二代霍亨索伦号游艇从斯维内明德前往基尔。在途中，它们遇到了不慎搁浅、悬挂弗伦斯堡旗帜的商船厄勒克特拉号（Electra），守望号遂协助该船脱困，并将其拖曳至基尔。4月25日，海军在基尔组建了第一鱼雷艇区舰队（I. Torpedobootsflottille），守望号成为区舰队司令、海军少校古斯塔夫·施密特的旗舰兼向导舰。该部队由两个支队组成，共计十二艘鱼雷艇。这些舰艇在接下来的两个月里进行了例行训练，7月初，守望号又跟随演习分舰队一同在北海展开巡航。年度舰队演习于8月20日至9月23日在北海和波罗的海举行，活动结束后，第一鱼雷艇舰队随之解散。9月27日，守望号陪同霍亨索伦号进行海试，期间先后到访了瑞典-挪威联盟的哥德堡、卡尔斯克鲁纳和克里斯蒂安桑。守望号随后回到威廉港，于10月11日在当地退役。

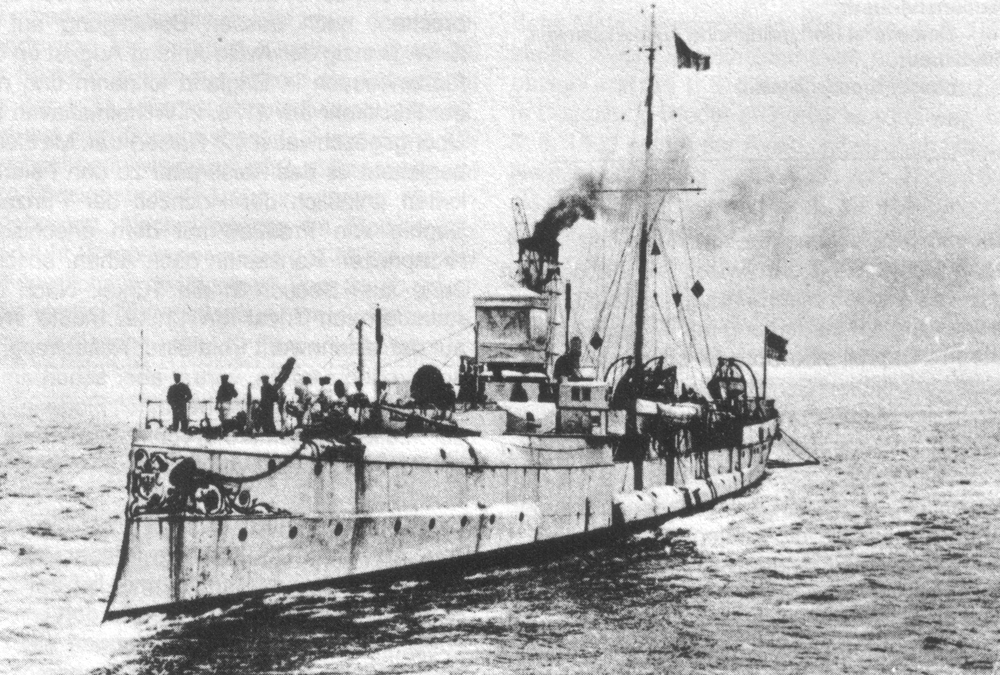
航行中的守望号

1894年，重启后的守望号被分配至演习分舰队的第二支队；在此期间，这些舰艇在北海展开了一次漫长的巡航，于4月3日到6月下旬访问了挪威和设得兰群岛的港口。7月2日，守望号在驶离基尔时意外遭到铁甲舰德国号的撞击。它不得不进入基尔帝国船厂接受维修，直至7月23日。守望号参加了从8月19日到9月21日举行的年度舰队演习，之后它与箭矢号通报舰交换任务，被编入演习分舰队第一支队。与此同时，海军少校爱德华·霍尔茨豪尔接管了该舰。由于发动机工况不佳，守望号并未在新部队服役很长时间，便于12月8日在威廉港退役进行维修。
直至1896年3月18日，守望号才在海军少校卡尔·弗里德里希的指挥下重新入役，并于八天后被分配到第二支队。此时，演习分舰队已更名为第一分舰队，是第二支队的上级单位。这些舰艇随即展开前往荷兰和挪威的巡航，一直持续到5月底。分舰队操练及舰队演习则分别于6月至7月和8月9日至9月15日进行。在这些演练期间，守望号于9月5日不慎与鱼雷艇D-3号相撞，造成螺旋桨损坏，迫使其返回基尔进行修理，但仍然能够赶上参加北海演习的最后阶段。此后，它于12月中旬穿越卡特加特海峡返回基尔，弗里德里希在当地离舰。
1897年1月1日，守望号的船员遭到缩编，但于1897年3月1日又进行了补充，以便将舰只送回威廉港——舰只于5月4日在那里再度退役。在这段短暂的役期里，其舰长一职由海军少校奥托·曼特担任。1899年2月27日，根据最高内阁命令，德意志帝国海军现存的所有通报舰都被重新归类为小巡洋舰。这是基于一年前通过的《舰队法》而颁布的。根据该法案，小巡洋舰的类别在舰龄达到15年后将自动更换，这种安排为未来的发展提供了很大的空间。然而，将通报舰归入该类别并不合适，因为它们的军事价值很低，无法完成巡洋舰的任务。守望号于4月6日重新入役，以取代第二支队的小巡洋舰狮鹫号。在月底的一次演习中，它损坏了一副螺旋桨。分舰队演习随后于7月进行，8月则开始了年度舰队演习。守望号在演习中担任舰队的侦察舰，直到9月12日，它发生了锅炉爆炸事故，导致4人死亡、5人受伤。巴伐利亚号铁甲舰将其拖到基尔进行临时修理，继而转移到威廉港。该舰于9月27日在当地退役。

### 沉没
1901年8月11日，守望号在海军少校胡戈·冯·科茨豪森的指挥下重新服役，六天后被编入第一侦察集群，并参与了与第二分舰队在北海举行的联合演习。该部队于8月在北海与第二分舰队进行联合演练，并于8月31在波罗的海开始舰队演习。9月4日，在前往但泽湾的途中，守望号和小巡洋舰赫拉号在吕根岛以北接到命令，需要从向海一侧横穿至战列线的左舷侧，以便将来自舰艇的信号传递到岸上。其中守望号试图从铁甲舰萨克森号和符腾堡号之间通过，但是前者的舵手误判了方位，以极近的距离从萨克森号前方通过。后者立即转向希望规避相撞，但已经来不及。该舰的舰艏撞角在守望号的左舷凿穿了一个大洞，使之开始缓慢下沉。战列舰魏森堡号继而试图将守望号拖到浅水区，然而后者的几个内部舱壁在水压下坍塌，该舰迅速沉没。尽管如此，其船员还是能够安全撤离；两艘事故舰都没有人员伤亡。海军其后曾尝试将守望号打捞上来，但所有努力都徒劳无功。为此，残骸的一部分被炸掉，其余的躺在54°41′00″N 13°31′00″E / 54.6833°N 13.5167°E处40多米深的海底，不会对航运构成危险。同年10月8日，军事法庭对舰长科茨豪森进行了审判，他在事故中被判无罪。